# Telomerina cana
Telomerina cana är en tvåvingeart som beskrevs av Marshall och Rochacek 1984. Telomerina cana ingår i släktet Telomerina och familjen hoppflugor. Inga underarter finns listade i Catalogue of Life.